# جوزيف ر. بارتليت
جوزيف ر. بارتليت (بالإنجليزية: Joseph R. Bartlett)‏ هو سياسي أمريكي، ولد في 30 ديسمبر 1969 في تاكوما بارك في الولايات المتحدة. حزبياً، نشط في الحزب الجمهوري. وقد انتخب عضو مجلس النواب لولاية ماريلند.